# BBC Two
BBC Two, auch BBC2, ist das zweite Fernsehprogramm der öffentlich-rechtlichen BBC.

## Geschichte
BBC Two wurde 1964 als Sender in der europäischen 625-Zeilen-Norm (in der englischen Variante Norm I) im UHF-Bereich eingeführt, das erste Programm war zu dieser Zeit nur in der Vorkriegsnorm mit 405 Zeilen im VHF-Bereich zu empfangen. Nach Versuchssendungen in NTSC hatte man sich für das aus Deutschland stammende PAL entschieden – seit dem 1. Juli 1967 sendet BBC 2 in Farbe und war damit der erste Fernsehsender in Europa, der offiziell sein Programm in Farbe ausstrahlt.

## Leiter
- 1964–1965: Michael Peacock
- 1965–1969: David Attenborough
- 1969–1974: Robin Scott
- 1974–1978: Aubrey Singer
- 1978–1982: Brian Wenham
- 1982–1987: Graeme MacDonald
- 1987–1992: Alan Yentob
- 1992–1996: Michael Jackson
- 1996–1999: Mark Thompson
- 1999–2004: Jane Root
- 2004–2008: Roly Keating
- 2008–2004: Janice Hadlow
- 2014–2016: Kim Shillinglaw
- 2016–2022: Patrick Holland

## Sendungen
- The Great War (1964) – Doku
- Late Night Line-Up (1964–72)
- Match of the Day (1964–66) – Fußballmagazin, seit 1966 auf BBC One ausgestrahlt
- Horizon (1965–) – Doku-Serie
- The Forsyte Saga (1966–67) – Drama
- Theatre 625 (1966–69) – Drama
- Civilisation (1969) – Doku
- Pot Black (1969–86) – Snooker
- Monty Python’s Flying Circus (1969–74)
- Play for Today (1970–84) – Drama
- The Old Grey Whistle Test (1971–87) – alternative Musik
- The Ascent of Man (1973) – Doku
- Arena (1975–) – Doku-Serie
- Fawlty Towers (1975, 1979) – Comedy
- I, Claudius (1976) – Drama (Ich, Claudius, Kaiser und Gott), nach dem Roman von Robert Graves
- Ripping Yarns (1976–79) – Comedy
- Top Gear (1978–2015) – Automagazin
- Not the Nine O’Clock News (1979–82) – Comedy
- Dame, König, As, Spion (1979) – Drama
- The Adventure Game (1980–86) – Spielshow
- Newsnight (1980–) – Nachrichten
- The Hitchhiker’s Guide to the Galaxy (1981–82) – Dramedy
- The Young Ones (1982–84) – Comedy
- Alan Bennett’s Talking Heads (1987, 1998) – Drama
- Catchword (1988–94) – Spielshow
- Red Dwarf (1988–98) – Science-Fiction-Comedy
- Moviedrome  (1988–94) – Alternatives Kino
- The Late Show (1989–95)
- Later with Jools Holland (1992–)
- Screen Two / Screenplay (frühe 1990er) – Drama
- Video Diaries (1990er) – Community
- I’m Alan Partridge (1993, 1997, 2002) – Comedy
- The Day Today (1994) – Comedy
- The Fast Show (1994–2000) – Comedy
- Local Heroes (1994–2000) – Doku-Serie; zuvor ab 1991 bei Yorkshire Television
- Room 101 (1994–) – Comedy
- Shooting Stars (1995–2002)
- This Life (1996–97), Drama
- Never Mind The Buzzcocks (1996–)
- Louis Theroux’s Weird Weekends (1998–) – Doku
- Goodness Gracious Me (1998–2001) – Comedy
- The League of Gentlemen (1999–2002) – Comedy
- Coupling (2000–04) – Comedy
- The Weakest Link (2000–2012) – Quizshow
- What the Victorians Did for Us (2001) – Doku-Serie
- The Office (2001–03) – Comedy
- The Kumars at No. 42 (2001–) – Comedy
- Dead Ringers (2002–) – Comedy
- Top Gear (2002–) – Infotainment
- Restoration (2004–) Doku/Reality
- Extras (2005–) – Comedy
- Around the World in 80 Treasures (2005–) – Doku-Serie
- The Apprentice (2005–) – Realityshow
- House of Saddam (2008) – Dramaserie
- Episodes (2011–) – Comedyserie
- The Hour (2011–) – Dramaserie
- The Fall (2013–) – Dramaserie
- London Spy (2015–) – Spionage-Drama

## Logos

Logo von 1964 bis 1967
Logo der Farbversion von 1967 bis 1972
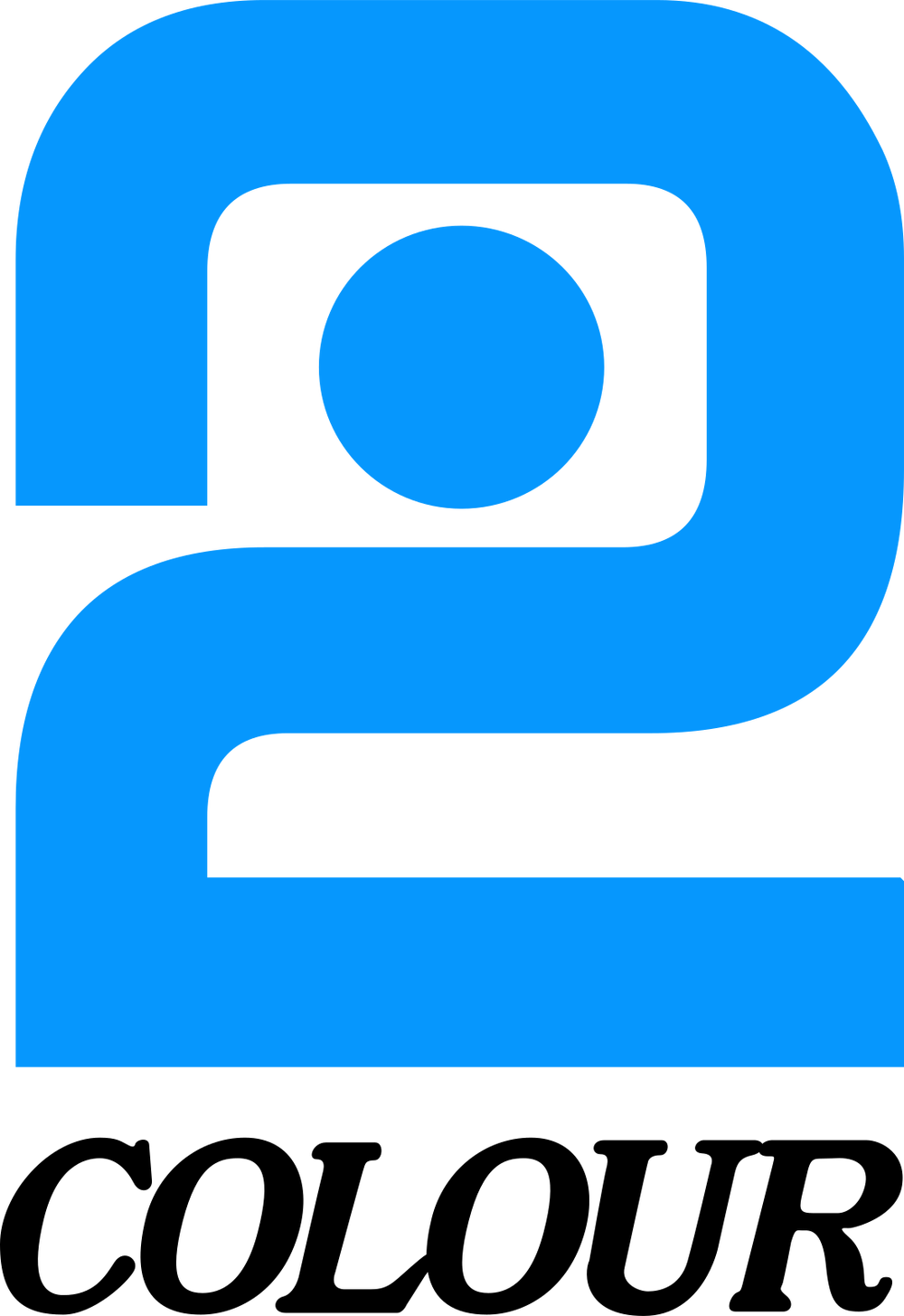
Logo der Farbversion von 1972 bis 1974
Logo von 1974 bis 1975
Logo von 1975 bis 1986
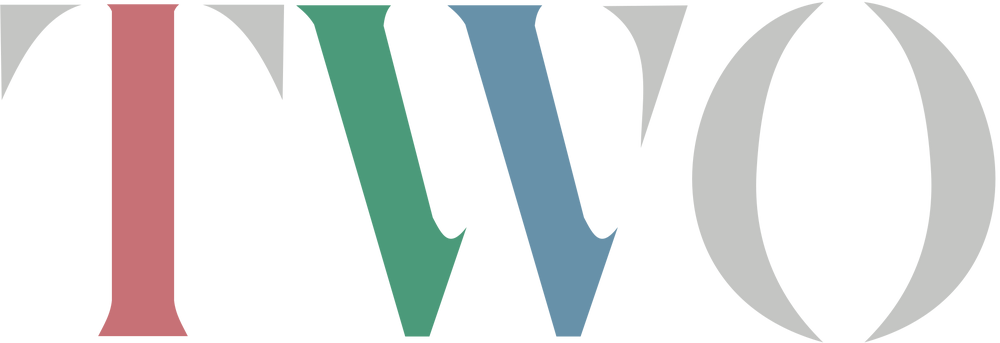
Logo von 1986 bis 1991
Logo von 1991 bis 1997
Logo von 1997 bis 2001
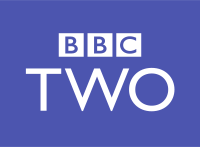
Logo von 2001 bis 2007
Logo von 2007 bis 2021
Logo seit 2021

## Empfang in Deutschland
Der Fernsehsender ist im Westen und Südwesten Deutschlands über den Satelliten Astra 2E und Astra 2G auf 28,2° Ost empfangbar. Vormals sendete man auf Astra 1N und Astra 2D, dieser hat aber sein Lebensende erreicht. Astra 1N verschob man nach erfolgreicher Inbetriebnahme von Astra 2E auf 19,2 Ost.
Astra 2E und 2G sind nur im Westen und Südwesten Deutschlands mit normalem Aufwand (60- bis 80-cm-Satellitenspiegel) empfangbar.
Einige der Sendungen werden auch über den Pay-TV-Sender BBC Entertainment gesendet, der in den Pay-TV-Paketen verschiedener Kabelnetzbetreiber beinhaltet ist.